# Make Me Love You (песня)
«Make Me Love You» — сингл южнокорейской певицы Тхэён. Он был выпущен как цифровой сингл 5 апреля 2017 года компанией SM Entertainment. Тексты песен были написаны Чо Юн-Гён, а музыку сочинили Мэтью Тишлер, Фелиция Бартон и Аарон Бенвард. Песня является заглавным треком первого студийного альбома Тхэён, My Voice, который был выпущен в тот же день.

## Приём
«Make Me Love You» дебютировал под номером 4 в южнокорейском Gaon Digital Chart для выпуска, датированного 2 – 8 апреля 2017 года. Он также достиг пика на номер 11 в чарте Billboard World Digital Songs.

## Чарты
| Чарты (2017)                        | Высшая позиция |
| ----------------------------------- | -------------- |
| Южная Корея (Gaon)                  | 4              |
| США World Digital Songs (Billboard) | 11             |
| Billboard (K-pop Hot 100)           | 58             |

## Продажи
| Region      | Sales    |
| ----------- | -------- |
| South Korea | 447,673+ |